# Коллинз, Фингин
Фингин Коллинз (англ. Finghin Collins; род. 31 марта 1977) — ирландский пианист.
Учился в Королевской Ирландской академии музыки у Джона О’Конора, затем совершенствовал своё мастерство в Женевской консерватории под руководством Доминика Мерле, получив диплом с отличием в 2002 году. На протяжении 1990-х гг. завоевал ряд премий на международных конкурсах, наивысшее достижение — победа на Международном конкурсе имени Клары Хаскил (1999).
Первый альбом Коллинза, выпущенный в связи с его победой на Конкурсе имени Хаскил, включал концерты Моцарта и Бетховена, записанные с Лозаннским камерным оркестром под руководством Эммануэля Кривина. За ним последовали Второй концерт Сергея Рахманинова (с Национальным молодёжным оркестром Ирландии под управлением Энь Шао), произведения для фортепиано с оркестром Чарльза Вильерса Стэнфорда, два двойных альбома с пьесами Роберта Шумана, по поводу которых Джереми Николас отмечает, что «Коллинз исполняет Шумана в освежающе прямой, непритязательной манере, с сердечно тёплым тоном, полным выразительных туше и изысканных рубато».